# Бородатка Скотта
Борода́тка Ско́тта (лат. Pogonophryne scotti) — морская антарктическая донная рыба семейства бородатковых (Artedidraconidae) подотряда нототениевидных (Notothenioidei) отряда окунеобразных (Perciformes). Как новый для науки вид впервые была описана в 1914 году британским ихтиологом Чарльзом Тейтом Ригеном (англ. Charles Tate Regan, 1878—1943). Вид назван в честь Роберта Скотта (англ. Robert Falcon Scott, 1868—1912) — британского морского офицера, одного из первооткрывателей Южного полюса и капитана экспедиции на барке «Терра Нова» (англ. Terra Nova) в 1912—1913 гг., во время которой впервые была поймана эта рыба.
P. scotti — прибрежная, типично донная, относительно крупная рыба, достигающая 31 см общей длины. Является эндемиком высокоширотной зоны Южного океана. Вероятно, имеет циркумполярно-антарктическое распространение и известна главным образом с шельфовых глубин 80—500 м. Кроме P. scotti род пуголовковидных бородаток (Pogonophryne) включает, как минимум, ещё 22 эндемичных для высокоширотной Антарктики видов.
Согласно схеме зоогеографического районирования по донным рыбам Антарктики, предложенной А. П. Андрияшевым и А. В. Нееловым, ареал вида находится в границах гляциальной подобласти восточноантарктической и западноантарктической провинций Антарктической области.
Бородатка Скотта может встречаться в уловах донных тралов в прибрежных водах окраинных морей Восточной Антарктики, у Южных Шетландских островов, а также у Южных Оркнейских островов.

## Характеристика бородатки Скотта
Относится к дорсально-непятнистой группе видов «P. scotti», которая характеризуется закругленным передним краем орбиты, полностью заполненной глазным яблоком, сильно развитыми костными гребнями на верху головы, высоким рыльным бугром, слабо выступающей вперёд нижней челюстью, очень коротким подбородочным усиком и широким межглазничным пространством (более 6 % стандартной длины рыбы).
От прочих видов рода отличается следующим комплексом признаков. Подбородочный усик тонкий, обычно плотно покрытый короткими папиллами, сужающийся к кончику, короткий (обычно 6—8 % стандартной длины рыбы); при отгибании вверх и назад (при закрытом рте) кончик усика не достигает переднего края ноздри. Рыльный бугор высокий. Верх головы с хорошо выраженными надглазничными, межглазничным, надвисочными, затылочными и особенно высокими посттемпоральными костными гребнями. Между интерорбитальным, затылочными и супратемпоральными гребнями поверхность головы седловидно-вогнутая, сильно понижающаяся кпереди, межглазничное пространство позади рыльного бугра вогнутое; профиль головы, при взгляде сверху, близкий к конусовидному. Нижняя челюсть слабо выдается вперед: при закрытом рте на её вершине зубы обычно не видны. Спинной плавник очень высокий у самцов (до 35 % стандартной длины), с отчётливо выраженной передней лопастью. Верх головы и передняя часть спины перед первым спинным плавником однотонно светлые или коричневатые, без тёмных пятен; нижняя поверхность головы, грудь и живот светлые, без пятен. Окраска второго спинного плавника у самцов чёрная или тёмная в передней трети длины, у самок плавник полностью пёстрый, с нечеткими тёмными косыми полосами. Грудные и брюшные плавники светлые, с узкими поперечными полосами. Хвостовой плавник узкими вертикальными тёмными полосами или чёрноватым Т-образным пятном в средней части. Анальный плавник светлый или тёмный в базальной половине и c широкой беловатой каймой вдоль дистального края.
В первом спинном плавнике 2—3 коротких мягких колючих луча; во втором спинном плавнике 23—26 лучей; в анальном плавнике 15—18 лучей; в грудном плавнике 19—22 луча; в дорсальной (верхней) боковой линии (13)21—27 пор (трубчатых костных члеников), в медиальной (срединной) боковой линии 8—19 пор или костных члеников; общее число тычинок на первой жаберной дуге 13—17; в нижней части первой жаберной дуги (во внешнем и внутреннем рядах) общее число тычинок 12—18, в верхней части дуги общее число тычинок 0—3. Общее число позвонков 35—37.

## Распространение и батиметрическое распределение
Ареал вида охватывает шельфовые воды окраинных морей Восточной Антарктиды — моря Уэдделла, моря Дейвиса, моря Содружества, моря Космонавтов и моря Росса. Вид также известен от Южных Шетландских и Южных Оркнейских островов. Встречается на глубинах от 80 до 538 м.

## Размеры
Один из крупных видов рода Pogonophryne — самки достигают 310 мм общей длины (258 мм стандартной длины).

## Близкие виды группы «P. scotti»
Включает, очевидно, по меньшей мере, два «дорсально-непятнистых» вида — прибрежный циркумполярно-антарктический вид P. scotti и пока формально не описанную глубоководную форму Pogonophryne sp. B из моря Росса.

## Синонимы
- Pogonophryne dolichobranchiata Andriashev, 1967[7] (младший синоним P. scotti[9])
- Pogonophryne phyllopogon Andriashev, 1967[7] (младший синоним P. scotti[9])